# Schäfstoß

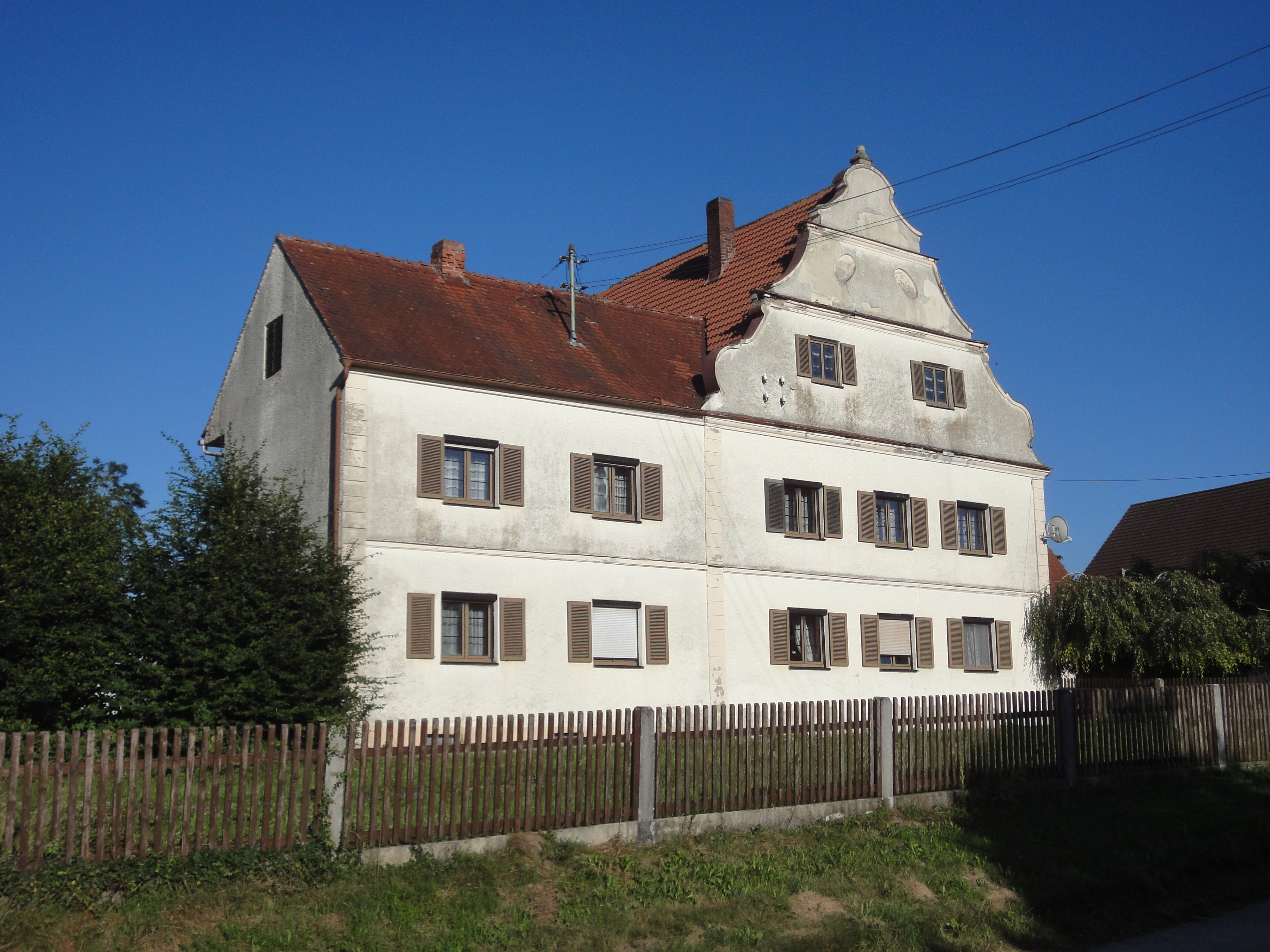
Gut Schäfstoß

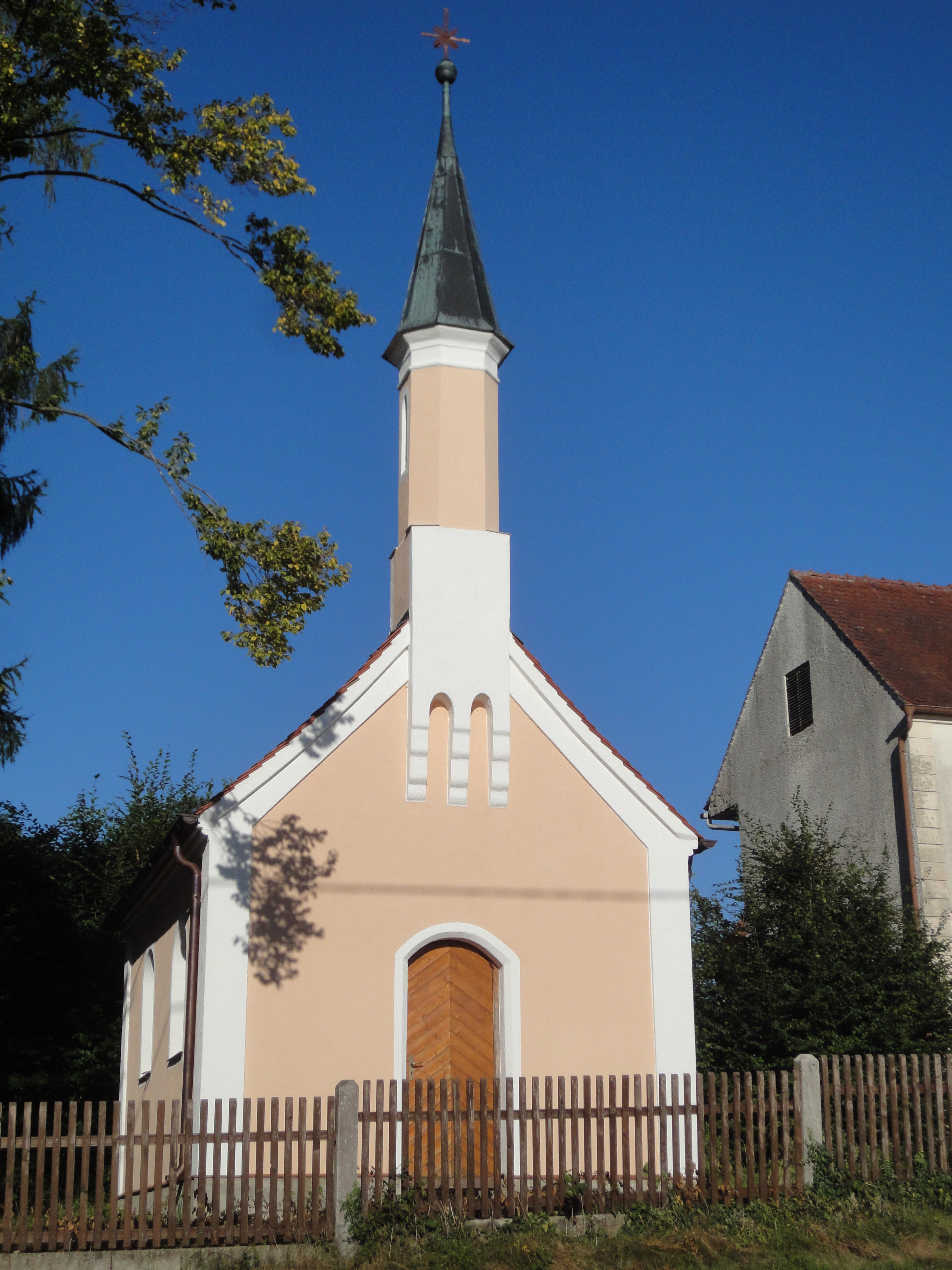
Marienkapelle

Schäfstoß (historisch auch Ostheim) ist ein Ortsteil der Gemeinde Horgau im schwäbischen Landkreis Augsburg. Der Gutshof und die Marienkapelle stehen unter Denkmalschutz.

## Geschichte
Der Platz gilt als uralte Siedlungsstätte, der bereits in der Mittelsteinzeit besiedelt war. Der Forsthof Ostheim, später Schäfstoß lag im Hochmittelalter neben einer Turmhügelburg die im 14. Jahrhundert aufgegeben wurde. Der Forsthof war ein Rentgut der Bischöfe von Augsburg. Der Name könnte in Zusammenhang mit dem im 14. Jahrhundert häufig erwähnten und in der Umgebung begüterten Geschlecht der Ostheimer stehen. Die Ersterwähnung erfolgte in einem bischöflichen Urbar von 1316 als "Ostheim est media curia forrestarii". 
Später kam die Liegenschaft an die Herren von Hasberg, welche den Burgstall Schäfstoß zusammen mit dem Forsthof zu Ostheim am 11. Februar 1400 an Bischof Burkhard von Ellerbach verkaufte. Das Hochstift Augsburg bildete darauf ein Landgut, das bis zur Säkularisation an erbrechtliche Lehensträger und Pächter vergeben wurde. Das heutige Landgut Schlößle, bestehend aus einem Wohnteil des Hauptgebäudes mit Schweifgiebel und Giebelgesimsen, entstand um 1730. Mitte des 19. Jahrhunderts zählte Schäfstoß zwei Bauernhöfe und eine Sölde. Neben dem Gutshof wurde 1860 eine Marienkapelle errichtet.    